# Gmina Bralin
Die Gmina Bralin ist eine Landgemeinde im Powiat Kępiński der Woiwodschaft Großpolen in Polen. Ihr Sitz ist das gleichnamige Dorf (deutsch Bralin) mit etwa 2500 Einwohnern.

## Geographie
Die Gemeinde grenzt im Osten an die Gemeinde der Kreisstadt Kępno (Kempen) und liegt im äußersten Süden der Woiwodschaft. Die Grenzen der Woiwodschaft Niederschlesien sind im Westen, Süden und Osten nur wenige Kilometer entfernt. Aus historischer Sicht gehört ihr Gebiet, mit Ausnahme des Dorfes Weronikopole, zum Schlesien. Bralin liegt etwa 60 Kilometer nordöstlich von Breslau.

## Geschichte
Die Gemeinde gehörte von 1975 bis 1998 zur Woiwodschaft Kalisz.

## Gliederung
Zur Landgemeinde (gmina wiejska) Bralin gehören zwölf Dörfer mit Schulzenämter (sołectwa):
| - Bralin (Bralin) - Chojęcin Parcele (Gut Cojentschin) - Chojęcin Wieś (Cojentschin) - Czermin (Tschermin) - Działosze (Sorge) - Gola (Gohle) | - Mnichowice (Münchwitz) - Nosale (Nassadel) - Nowa Wieś Książęca (Fürstlich Neudorf) - Tabor Mały (Klein Friedrichs-Tabor) - Tabor Wielki (Groß Friedrichs-Tabor) - Weronikopole (Veronikenpol) |